# アムールとプシュケー、子供たち
『アムールとプシュケー、子供たち』（アムールとプシュケー、こどもたち、フランス語: L'Amour et Psyché, enfants）は、1890年にウィリアム・アドルフ・ブグローが制作した油彩画。現在は個人蔵である。この作品は、ブグローがフランス芸術家協会の会長だった1890年に、サロン・ド・パリに出品された。「アムール」はフランス語で「愛」を意味する言葉であるが、ここではギリシア神話におけるエロースに相当する、ローマ神話の登場人物クピードーを指しており、「プシュケー」は古代ギリシアにおいて、もともとは息、転じて生命、また心や魂を意味する言葉であるが、ここではローマ神話のプシューケーを指している。この作品にはアムールとプシュケー（クピードーとプシューケー）が、幼い子供の姿で、抱擁し、接吻している様子が描かれている。
ブグローは、新古典主義の時代から少し遅れた19世紀後半に活動した古典的様式の画家であった。この作品では、人物が繊細な形でその上に立っている、泡の塊のように描かれた背景に特徴がある。この作品は、制作当時に人気の高い主題であった、神であるクピードーと人間の王女プシューケーの禁断の恋の始まりを描いたものである。

## 誤って広まった別名
インターネット上のバーチャル・ギャラリーとして最も初期からのもののひとつに WebMuseum がある。本作はこのサイトで、1890年制作の「アムールとプシュケー、子供たち」とあるべきところを、誤って1873年制作の「ファーストキス (The First Kiss)」として紹介された。作品の画面右下には、1890年という年号が、作者の署名とともに読み取れる。

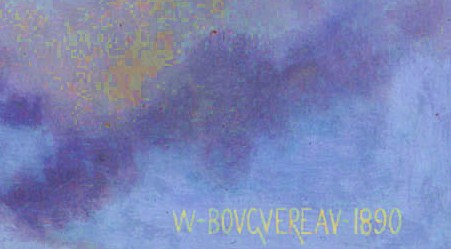
1890年と記されたブグローの署名。

## 画題
18世紀半ばに、古代ギリシアや古代ローマの神話への関心が高まると、クピードーとプシューケーの物語を描く作品が数多く制作されるようになった。クピードーとプシューケーの物語は、2世紀に成立したアプレイウスの『変容（または黄金のロバ）』で語られている。
王女として生まれたプシューケーは、その美しさで男たちから慕われるようになる。これが、クピードーの母で、美の女神であるウェヌス（ギリシア神話のアフロディーテに相当する）の怒りを買ってしまう。ウェヌスはクピードーを送り込み、その矢でプシューケーを射抜いて、何か醜い怪物に恋をさせようと仕向ける。ところがクピードーは、自身を矢で傷つけてしまい、プシューケーとの道ならぬ恋に落ちてしまう。クピードーは、決して彼女が自分の顔を見ないという条件で、プシューケーと密かに結婚する。しかし、彼女の好奇心が優ってしまった時、クピードーは彼女の元から飛び去ってしまう。プシューケーは、恋人であるクピードーを求めて、地上や地下世界を彷徨う。彼らは遂に再会し、彼女には永遠の命が与えられる。ウェヌスが差し向ける災難や、不死の神と死すべき人間という身分の違いに、二人が打ち勝つ物語が、この画題を人気の高いものとした。
本作でブグローは、クピードーとプシューケーを、ほとんど幼児と言ってよいような幼い子供たちとして描いている。クピードーは、ギリシア神話のエロースに相当するローマ神話の神であり、しばしば幻想的に、いたずら好きな幼児として、翼のある、弓矢を持った姿で描かれる。ギリシア神話のエロースは、しばしば青年の姿で描かれ、それを踏まえてプシューケーとの恋が始まる。しかし、クピードーは幼児なので、プシューケーも本作では幼い姿で描かれているが、これは一般的に彼女を若い女性として描く美術史上の原則からは外れている。ブグローは、プシューケーを蝶の翅を持った姿に描いているが、これは「プシューケー (ギリシア語: Ψυχή)」がアリストテレスが蝶に付けた呼称であったことを踏まえている。人間から不死の存在になったプシューケーは、人間の魂の変容の象徴である。登場人物たちを子供として描くという画家の決断は、ウェヌスによって引き裂かれる前の、彼らの無垢な姿を表現するものである。こうした描き方は、本作が展示されたサロンで、広く受け入れられることとなった。ブグローは他にも、我々により馴染みが深い、若い恋人たちの姿でクピードーとプシューケーを描いた作品も複数残している。

## 構成
クピードーとプシューケーは、長い縦位置のキャンバスに描かれている。人物像は、想定される実物大よりも大きく描かれている。クピードーは右脚を伸ばし、左脚をベンチ状の雲にかけてバランスをとり、またそれによって画面構成のバランスもとっている。ふたりの腕は交差され、緩やかに抱擁している。ブグローは、クピードーとプシューケーが息を呑む、プシューケーの頬にクピードーが軽い接吻をする一瞬を捉えている。プシューケーの左手は、クピードーを払い除けようとしているようにも見え、彼女は目を伏せてクピードーを見ないようにしている。青い布が二人の背後から、周りの雲の上へと配されている。焦点は、地上の領域を離れた、空の上で優美に戯れている、主題であるふたりに当てられている。
ブグローが用いた、主題の人物たちを子供として描くという手法は、明確に意図された、意味のある表現である。ふたりの白い肌は輝かしくバラ色を帯び、純潔を象徴している。翼が肩から生えている様子も繊細に描かれている。ブグローは、子供らしさや幼い恋の微笑ましい要素を引き出すために、パステルや、ごく柔らかい筆づかいを用いている。画面の大部分は青になっているが、これは恋物語を描いた作品としては珍しい。ピンク色や赤を多用しないことで、画家はこの物語の禁断の恋という側面を遠ざけ、幼い恋という理念を前面に出している。色彩は冷静で、清々しい。ブグローは、クピードーとプシューケーのふくよかな姿を正確に描くよう心を砕いている。本作には、ごく軽い繊維のようなものから、か細い金髪、滑らかな素肌など、様々な質感の素材が描き込まれている。本作は、鑑賞者の目に衝撃を与えるようなものではなく、安らぎを感じさせるものである。 

## クピードーとプシューケーを描いた、他のブグロー作品
ブグローは、クピードーとプシューケーの物語に示唆された作品を、他にも複数制作している。
1. Psyché et l'Amour（1889年のサロンに No. 260 として出品され、1900年のパリ万国博覧会にも No. 242 として出品された。）
2. Psyché（1892年）
3. Le ravissement de Psyché（1895年のサロンに No. 258 として出品された。）

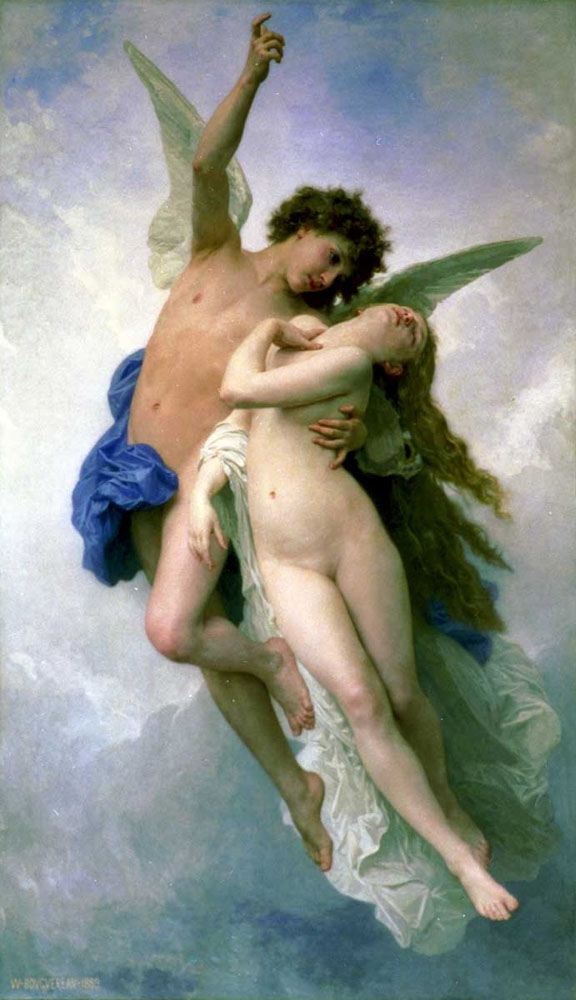
Psyché et l'Amour (1889)
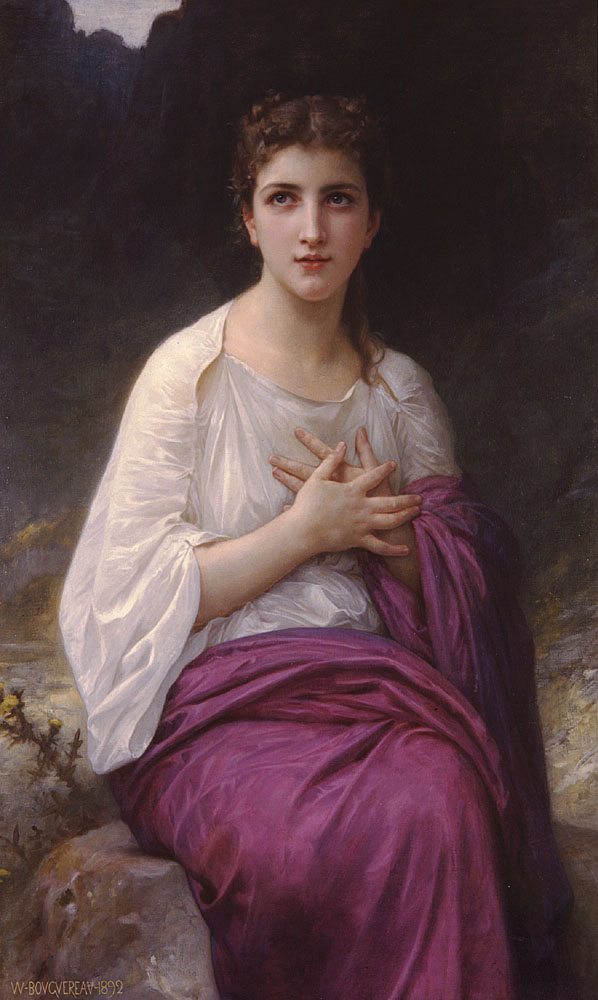
Psyché (1892)
Le ravissement de Psyché (1895)